# Clase Kaiser Friedrich
La Clase Kaiser Friedrich III fue un tipo de acorazado pre-dreadnought anterior a la Primera Guerra Mundial, de la Armada Imperial alemana, que estaba compuesta por 5 buques. 
El Kaiser Friedrich III fue puesto en grada en los astilleros Kaiserlitcshe Werf de Wilhelmshaven en marzo de 1895, seguido del Kaiser Wilhelm II en octubre de 1896, también en Wilhelmshaven. El Kaiser Wilhelm Der Grosse fue puesto en grada los astilleros Schiff und Maschinenbau Germania Kiel en enero de 1898, seguido del Kaiser Barbarossa en los astilleros F. Schichau, en Danzig en agosto de ese mismo año, y del Kaiser Karl Der Große, un mes más tarde, en septiembre, en los astilleros Blohm & Voss de Hamburgo.
La clase Kaiser Friedrich III significó la definición del acorazado tradicional predreadnought de comienzos del siglo XX. Los cinco buques, fueron asignados a la V escuadra de combate con misiones de defensa costera al inicio de la Primera Guerra Mundial, hasta 1915, cuando fueron relegados a tareas auxiliares debido a su obsolescencia. Tras la guerra, los cinco buques fueron desguazados entre 1920 y 1922. 

## Diseño

### Dimensiones y maquinaria
Los buques de la clase Kaiser Friedrich III tenían una eslora de 121 m en la línea de flotación, y máxima de 125 m. Su manga era de 20,4 m con un calado máximo de 8,2 m para un desplazamiento de 11 599 t a plena carga. El movimiento del buque, dependía de 3 hélices, accionadas por tres máquinas de vapor de 3 cilindros y triple expansión, alimentadas por 8 calderas, que producían una potencia de 14 000 CV, y le permitían una velocidad máxima de 17 nudos.

### Armamento
El armamento de los buques, consistía en una batería principal de 4 cañones de 240 mm/40 calibres dispuesta en torretas dobles sobre la línea de crujía, una a proa y una a popa. Los buques, portaban una batería secundaria muy pesada comparada con la previa clase Brandenburg, compuesta por 18 piezas de 150 mm, 6 en montajes simples 12 en casamatas, 12 piezas de 88 mm, y 12 cañones de una libra, todos en montajes simples. El buque, también portaba seis tubos lanzatorpedos de 450 mm

### Blindaje
Los buques de la clase Kaiser Friedrich III tenían un cinturón blindado de 305 mm, que protegía las zonas vitales del buque, y que se reducía hasta los 102 mm en las partes menos vitales a proa y popa. El blindaje de la cubierta principal, era de 76,2 mm. Las torretas, estaban protegidas por 254 mm de espesor.